# Ž̦
Cette page contient des caractères spéciaux ou non latins. S’ils s’affichent mal (▯, ?, etc.), consultez la page d’aide Unicode.
Ž̦ (minuscule : ž̦), appelé Z caron virgule souscrite, est une lettre additionnelle utilisée dans la romanisation de l’alphabet cyrillique ISO 9.
Elle est formée d'un Z diacrité par un caron et une virgule souscrite.

## Utilisation
Le ž̦ est utilisé dans la romanisation de l’alphabet cyrillique ISO 9 pour translittérer le jé cramponné ‹ җ › par exemple dans la romanisation du doungane, du kalmouk (comme dans le suffixe dénominal -җ -ž̦)), du tatar, ou du turkmène. La norme ISO 9 peut en théorie aussi utilisé le z caron cédille, ‹ ž̧ ›.
Dans The World’s writing systems, Bernard Comrie utilise ž̦ pour translittérer le jé brève ‹ ӂ › du moldave.

## Représentations informatiques
Le Z caron virgule souscrite peut être représenté avec les caractères Unicode suivants :
- composé (latin étendu A, diacritiques) :

| formes    | représentations | chaînes de caractères | points de code | descriptions                                                  |
| --------- | --------------- | --------------------- | -------------- | ------------------------------------------------------------- |
| capitale  | Ž̦               | Ž◌̦                    | U+017D U+0326  | lettre majuscule latine z caron diacritique virgule souscrite |
| minuscule | ž̦               | ž◌̦                    | U+017E U+0326  | lettre minuscule latine z caron diacritique virgule souscrite |

- décomposé (latin de base, diacritiques) :

| Formes    | Représentations | Chaînes de caractères | Points de code       | Descriptions                                                              |
| --------- | --------------- | --------------------- | -------------------- | ------------------------------------------------------------------------- |
| capitale  | Ž̦               | Z◌̦◌̌                   | U+005A U+0326 U+030C | lettre majuscule latine z diacritique virgule souscrite diacritique caron |
| minuscule | ž̦               | z◌̦◌̌                   | U+007A U+0326 U+030C | lettre minuscule latine z diacritique virgule souscrite diacritique caron |

## Sources
- (en) Jeremy Bradley, COPIUS Transcription & orthography toolset, juillet 2020 (lire en ligne)
- (en) Thomas T. Pedersen, « Dungan, Cyrillic Script » [PDF], 2002
- (en) Thomas T. Pedersen, « Kalmyk, Cyrillic Script » [PDF], 2002
- (en) Thomas T. Pedersen, « Moldovan, Cyrillic Script » [PDF], 2002
- (en) Thomas T. Pedersen, « Tatar, Cyrillic Script » [PDF], 2003
- (en) Thomas T. Pedersen, « Turkmen, Cyrillic Script » [PDF], 2003
- (en) Danara Suseeva, « Kalmyk », dans Peter O. Müller, Ingeborg Ohnheiser, Susan Olsen, Franz Rainer, Word-Formation, vol. 5 : An International Handbook of the Languages of Europe, De Gruyter Mouton, coll. « Handbücher zur Sprach- und Kommunikationswissenschaft / Handbooks of Linguistics and Communication Science [HSK] » (no 40/5), 2016 (ISBN 978-3-11-043094-3, DOI 10.1515/9783110424942-023)